# Hidrosadenite

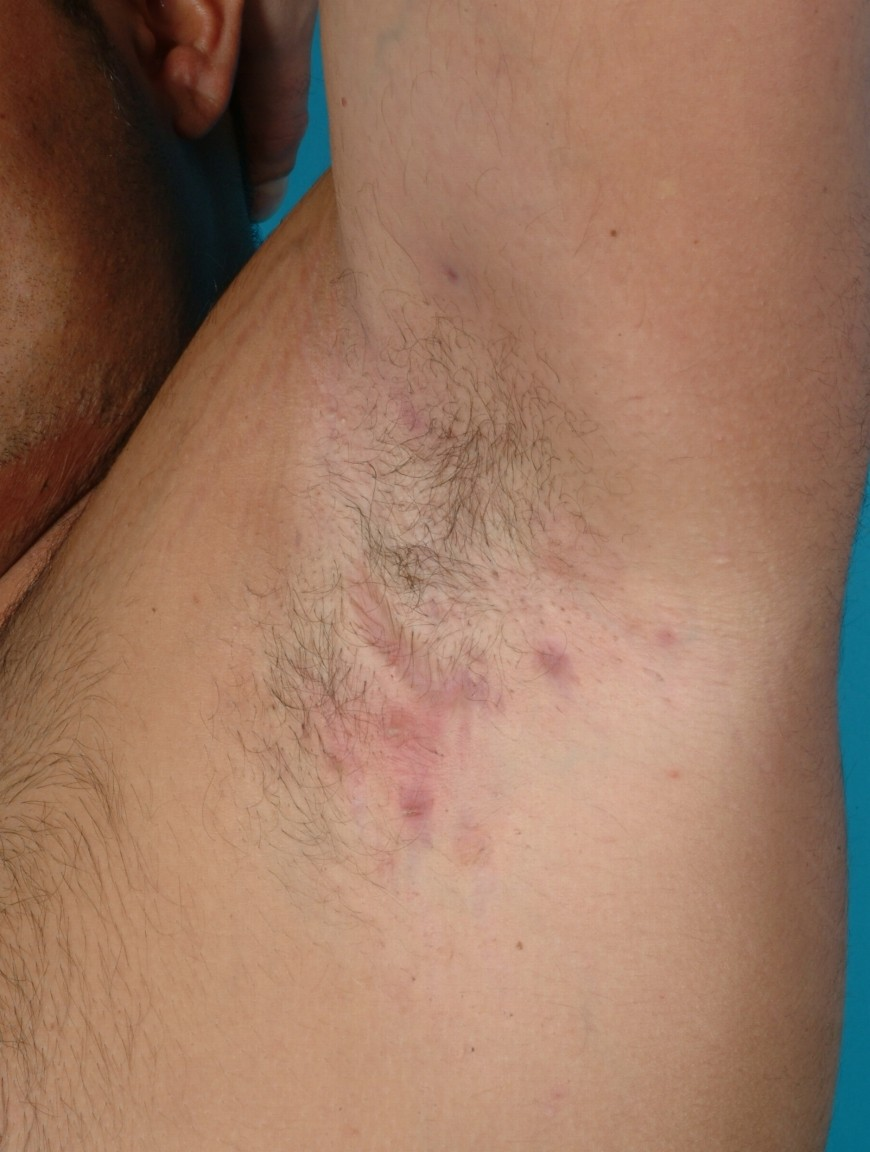
Hidrosadenite supurativa grau II em uma axila.

Hidrosadenite, hidrosadenite supurativa, hidradenite supurativa ou acne inversa é uma doença da pele que afeta as áreas das glândulas do suor (glândula apócrina) e os folículos do cabelo; como as axilas, nádegas, virilhas e sob os peitos nas mulheres. A hidrosadenite é uma doença permanente o que significa que é incurável ou é muito difícil de curar. O Dia Mundial da Hidrosadenite, celebrado em 17 de abril, tem como objetivo conscientizar sobre essa doença inflamatória crônica da pele.

## Vista geral
A doença manifesta-se com conjuntos de abcessos ou de fervuras crônicas, às vezes tão grandes quanto bolas de basebol, que são extremamente dolorosos ao toque e podem persistir por anos com períodos de inflamação, culminando na drenagem, deixando frequentemente as feridas abertas que não fecham.  A drenagem fornece algum alivio da dor, dor da pressão, dor do dia a dia. Os abcessos podem ser provocados pelo estresse, por mudanças hormonais (tais como ciclos menstruais nas mulheres), pelo calor úmido e pela fricção da roupa. As lesões persistentes podem conduzir à formação de intervalos dos túneis que conectam os abcessos sob a pele.  Neste estágio a cicatrização completa não é geralmente possível, e a progressão da doença na área é inevitável.  As ocorrências de infecções bacterianas e de celulite (inflamação profunda do tecido) são prováveis nestes locais. A dor de HS pode ser difícil de controlar. Embora HS seja considerada uma doença rara, a sua taxa de incidência estimada é 1 em 300 pessoas.

## Estágios
Esta doença apresenta-se em três estágios (classificação de Hurley):
1. Alguns pequenos locais com inflamação rara;  pode ser confundido pelo acne.
2. As inflamações frequentes restringem o movimento e requerem uma pequena cirurgia.
3. Inflamação dos locais do tamanho de esferas de golf, ou às vezes baseballs;  tornam-se cicatrizes, incluindo intervalos subcutâneos da infecção (ver fístula).  Obviamente, os pacientes neste estágio podem ser incapazes de trabalhar.

## Causas
Porque esta doença é mal estudada, as causas são controversas e os peritos discordam.  Entretanto, os indicadores potenciais incluem: 
- Após a puberdade.
- As mulheres são mais prováveis do que os homens.
- Predisposição genética.
- Glândula apócrina (suor) ou folículo do cabelo obstruídos.
- Suor em excesso.
- Infecção bacteriana.
- Ligado a algumas condições de deficiência auto-imune.
- Disfunção dos hormônios androgênicos.
- Doenças genéticas que alteram a estrutura da célula.
- Falta de Vitamina-D no organismo.

A pesquisa revela atualmente que os povos com H.S têm uma tendência para a obstrução das glândulas apócrinas, que podem então infectarem-se com as bactérias existentes na pele e o excesso do sistema imune reage com a inflamação excessiva.  Os tratamentos tentados podem alvejar alguns destes três aspectos de HS.
A hidrosadenite supurativa não é contagiosa.
Algumas pessoas com a doença relatam que poderá estar envolvida juntamente com casos de depressão.

## Complicações graves
A não descoberta, não diagnóstico, ou não tratamento das fístulas do estágio-3 severo da doença podem conduzir ao desenvolvimento do Carcinoma de Células Escamosas no ânus ou noutras áreas afetadas. Abscessos podem desenvolver septicemia, a qual em casos graves pode causar morte.

## Tratamentos
Os tratamentos podem variar, dependendo da apresentação e da severidade da doença. Devido ao pobre estudo desta doença, da eficácia das drogas e das terapias “apresentadas em baixo”, ainda não está clarificado, e os pacientes devem discutir todas as opções com seu médico ou dermatologista.  Segue-se uma lista dos tratamentos que são eficazes para alguns pacientes.
- Mudanças na dieta.
- Aqueça compressas, banhos (para induzir a drenagem).
- Injeções nas lesões de corticosteroides (para reduzir a inflamação).
- Antibióticos orais (para tratar a inflamação e a infecção bacteriana).  A maioria de culturas feitas em lesões de HS voltam negativo para bactérias, assim que os antibióticos devem ser usados somente quando uma infecção bacteriana foi confirmada por um médico.
- Isotretinoina, uma prescrição oral para o tratamento do acne (os benefícios para HS são muito controversos e muitos não aconselham o tratamento).
- Extensa excisão local (com ou sem pele para enxerto), ou cirurgia a laser.
- Radioterapia.
- Terapia do antiandrógeno.
- Injeção subcutânea ou infusão intravenosa de drogas anti-inflamatórias (anti-TNF-alfa). Este uso destas drogas não pôde atualmente ser aprovado em todos os países e é controverso.